# 스티븐 버로우즈
스티븐 버로우즈(Stephen Burrows)는 미국의 배우, 영화 감독이다.
데이턴에서 태어났다.

## 영화
- 울트라슈드: 인 서치 오브 핼스턴 (2010년)
- 아빠는 나의 영웅 (1994년)
- 아메리카스 퍼니스트 홈 비디오 (1989년)